# Олейник, Юрий Алексеевич
Юрий Алексеевич Олейник (1 декабря 1931, Тернополь — 13 сентября 2021, Сакраменто) — украинский пианист, композитор, педагог, деятель украинской культуры, иностранный член Национального союза композиторов Украины.

## Биография
Сын юриста Алексея Олейника, брат Оксаны Олейник (Школьник). Детство прошло в с. Купчинцы. Учился в гимназиях в Тернополе и Германии (с 1944). После вынужденной эмиграции, находясь в лагерях для переселенцев в Германии, учился у известного пианиста и педагога Романа Савицкого. Впоследствии, в Баварии его учителем был Франц Вагнер.
В 1950 году семья переехала в США, где Юрий окончил музыкальный институт в г. Кливленд (1956, бакалавр) и Университет Кейс Вестерн резерв (1959, магистр). Преподаватель игры на фортепиано, теории и композиции в консерватории в г. Сан-Франциско (1960—1967), Калифорнийском университете (1985—1987, 1990—1993) и др. Выступал с женой — бандуристкой Ольгой Герасименко.
В репертуаре — произведения Василия Барвинского, Николая Колессы, Станислава Людкевича, Льва, Романа Савицкого и другие, собственные. Как композитор использовал интонационные истоки трипольской культуры. Автор оригинальных композиций: для бандуры — соната, токката, рондо «Украинское Рождество»; цикл сюит для бандуры и фортепиано «Четыре путешествия в Украину» (1994) — «Весенний танец», «Обжинки», «Всебарвная осень», «Зимние контрасты»; 4-е концерты для бандуры и симфонического оркестра.
Председатель общества «Сохранение украинского наследия Северной Калифорнии». Собственными средствами издал книгу-справочник о культурной жизни Украины. Авторский вечер Юрия Олейника состоялся в 1995 году в Львовской филармонии.

## Награды
- Почётная грамота Кабинета министров Украины (19 октября 1999): «за весомый личный вклад в развитие и популяризацию украинской культуры за рубежом, сохранение национального искусства, творческую инициативу в организации и проведении культурных мероприятий»[1]
- Орден «За заслуги» III степени (2008): «за весомый вклад в популяризацию исторических и современных достижений Украины в мире»
- Почётная Награда Министерства иностранных дел Украины III степени (2011): «за значительный личный вклад в сохранение и развитие украинского музыкального искусства, укрепление украинско-американских отношений, утверждения положительного имиджа Украины в мире и по случаю 80-летия со дня рождения»